# 今市郵便局
今市郵便局（いまいちゆうびんきょく）は栃木県日光市にある郵便局。民営化前の分類では集配普通郵便局であった。
本記事では、本局の集配部門を前身とする日光東郵便局（にっこうひがしゆうびんきょく）についても併せて記述する。

## 概要
住所
〒321-1261 栃木県日光市今市319（今市郵便局）
〒321-1299 栃木県日光市轟1195番地4（日光東郵便局）

## 沿革
今市郵便局
- 1872年8月4日（明治5年7月1日） - 今市郵便取扱所として開設[1]。
- 1875年（明治8年）1月1日 - 今市郵便局（五等）となる。
- 1878年（明治11年） - 為替・貯金取扱を開始。
- 1897年（明治30年）4月11日 - 今市郵便電信局となる。
- 1903年（明治36年）4月1日 - 通信官署官制の施行に伴い今市郵便局となる。
- 1950年（昭和25年）11月16日 - 電気通信業務の取扱を、新設の今市電報電話局に移管[2]。
- 1956年（昭和31年）11月1日 - 電話通話および和文電報受付事務の取扱を開始[3]。
- 1961年（昭和36年）9月1日 - 特定郵便局から普通郵便局に局種別改定。
- 1969年（昭和44年）11月 - 局舎新築落成。
- 1999年（平成11年） - 外国通貨の両替および旅行小切手の売買に関する業務取扱を開始。
- 2007年（平成19年）10月1日 - 民営化に伴い、併設された郵便事業今市支店に一部業務を移管。
- 2011年（平成23年）3月22日 - 当局に併設されている郵便事業今市支店が日光市轟1195-4に移転。当局は郵便局株式会社単独店舗となった（支店の移転等に関するお知らせより）。

日光東郵便局
- 2007年（平成19年）10月1日 - 民営化に伴い、郵便事業今市支店として、今市郵便局内に開設。
- 2011年（平成23年）3月22日 - 移転により郵便事業今市支店が単独立地となる。同日、今市支店が統括する大沢集配センターを廃止。
- 2012年（平成24年）10月1日 - 日本郵便株式会社の発足に伴い、郵便事業今市支店が日光東郵便局となる。
- 2015年（平成27年）4月12日 - 大桑郵便局から「321-24xx」区域の集配業務を移管。

## 取扱内容

### 今市郵便局
- 郵便、印紙、ゆうパック、内容証明
- 貯金、為替、振替、振込、国際送金、国債、投資信託
- 生命保険、バイク自賠責保険、自動車保険、がん保険、引受条件緩和型医療保険
- ゆうちょ銀行ATM

### 日光東郵便局
- 「321-12xx」「321-23xx」「321-24xx」区域（日光市（旧今市市域の一部））の集配業務
- ゆうゆう窓口

## 風景印
- 図案は『二宮尊徳の墓碑・少年時代の姿』・特別天然記念物『日光杉並木』・『男体山』
- 使用開始日は1950年（昭和25年）8月15日

## 周辺
- 杉並木公園
- 日光市役所 日光市民サービスセンター
- 日光市立今市小学校
- 今市文化会館
- 国道119号
- 国道121号

## アクセス
- 東武日光線 上今市駅から南へ約500m（徒歩約5分）、JR日光線 今市駅から北西へ約1.3km（徒歩約15分）
- 関東バス、日光交通、日光市営バス 上今市停留所下車
- 日光宇都宮道路 今市ICから北へ約800m
- 駐車場あり：5台